# Txa Eun-vu
En aquest nom coreà, el cognom és Cha (Txa).
Lee Dong-min (en català: Lee Dong-Min, en hangul:이동민 ; Gunpo, 30 de març de 1997), conegut artísticament com Cha Eun-woo (en català: Txa eun-vu).
Eun-Woo ; en hangul: 차은우 ), és un cantant, ballarí, actor, model i MC sud-coreà . És membre del grup Astro, sota l'empresa d'entreteniment Fantagio.